# Siddiq Koya
Siddiq Moidin Koya, né en 1924 à Ba et mort en 1993,, est un avocat et homme politique fidjien. Il participe activement à la transition des Fidji vers l'indépendance en 1970, en tant que chef de l'opposition parlementaire. Il manque de peu de devenir Premier ministre en 1977.
De confession musulmane, il est issu de la communauté indo-fidjienne. Ses parents sont des fermiers travaillant les plantations de cane à sucre de la colonie. Il obtient une licence en droit à l'Université de Tasmanie, et devient avocat,. Il est l'un des fondateurs en 1964 du Parti de la fédération nationale (PFN), qui représente principalement les intérêts de la population rurale indo-fidjienne, et est le bras droit d'A.D. Patel, le chef du parti, durant les cinq années qui suivent. Il lui succède comme chef du parti et comme chef de l'opposition parlementaire lorsque Patel décède en 1969. Il se lie d'une réelle amitié avec le Premier ministre Ratu Sir Kamisese Mara ; les deux hommes s'accordent sur les modalités d'une transition rapide vers l'indépendance, acquise l'année suivante. Opposé par principe à l'idée de listes électorales ethniques, Koya transige sur ce point et les accepte, espérant qu'elles ne subsistent que temporairement,.
Le PFN demeure le seul parti d'opposition au Parlement à la suite des élections de 1972, et Koya demeure chef de l'opposition. Les élections de mars 1977 font « l'effet d'un coup de tonnerre ». L'électorat autochtone s'étant divisé entre le Parti de l'Alliance de Kamisese Mara, modéré et bienveillant envers une société multiethnique, et le nouveau Parti nationaliste fidjien de Sakeasi Butadroka, violemment hostile à la communauté indo-fidjienne, le PFN remporte vingt-six sièges sur cinquante-deux, soit tout juste un de moins que la majorité absolue. Koya, pris par surprise, temporise avant de chercher à former un gouvernement ; son parti ne s'est pas préparé à gouverner, et d'autre part il craint l'hostilité d'une partie de la population autochtone. Le Gouverneur-général Ratu George Cakobau prend alors de lui-même l'initiative de reconduire Kamisese Mara au poste de Premier ministre, bien que son Parti de l'Alliance ne dispose que de vingt-quatre sièges. Koya proteste, en vain, contre cette ingérence politique du Gouverneur général, censé être une figure neutre. Le PFN se divise, certains membres reprochant à Koya de n'avoir pas su nommer rapidement un gouvernement. En septembre, le PFN parvient à faire chuter le gouvernement minoritaire de Mara, provoquant de nouvelles élections législatives. Mais le parti s'y présente divisé en deux factions antagonistes, l'une menée par Koya, l'autre par Irene Jai Narayan et Karam Ramrakha. Koya est battu par un dissident, Jai Ram Reddy, dans sa propre circonscription de Lautoka, et perd son siège de député. Le Parti de l'Alliance remporte confortablement l'élection ; Reddy devient chef de l'opposition.
Koya retrouve son siège de député lors des élections de 1982, puis la direction du PFN et de l'opposition parlementaire deux ans plus tard. Hostile toutefois à la volonté du parti de s'allier au Parti travailliste en vue des élections de 1987, il est écarté une nouvelle fois de la direction du parti en amont de ces élections, et démissionne du poste de chef de l'opposition. Cela marque de facto la fin de sa carrière politique. 